# Ramaria flava
Ramaria flava (Schaeff.) Quél., 1888 è un fungo del genere Ramaria, a sua volta appartenente alla famiglia delle Gomphaceae. Cresce nelle foreste decidue e miste, su suoli di varia composizione, prevalentemente sotto i faggi. Nell'emisfero boreale, produce corpi fruttiferi soprattutto tra agosto e ottobre.
Il fungo, volgarmente chiamato "manina gialla" o "clavaria gialla", è considerato buon commestibile.

## Descrizione
I carpofori di R. flava sono ramificati e a forma di cespuglio; sono solitamente alti fino a 12 cm, ma a volte fino a 25 cm, con una larghezza simile. Il fungo cresce da un fusto corto, abbastanza grosso e compatto, con rizomorfi spessi e ricoperto di micelio filamentoso. Dal fusto crescono diversi rami spessi, che si ramificano a loro volta in ramoscelli sempre più sottili. Il fusto e la parte inferiore dei rametti più grossi sono biancastri, mentre i rametti terminali, che hanno la punta seghettata, sono di colore giallo limone negli esemplari più giovani,, giallo carico negli adulti e tendenti al marrone con l'invecchiamento, ma anche se vengono maneggiati o ammaccati. I rami della porzione più esterna del carpoforo tendono ad essere più intensamente colorati. La carne è bianca, piuttosto morbida e acquosa, con odore lievemente pungente, che ricorda quello del ravanello comune; il sapore è delicato, con note amarognole per la porzione terminale dei rametti.
Le ife sono spesse da 4,2 a 25 micron (un po' più piccole nella parte superiore dei rametti), tortuose, strettamente intrecciate, incolori e con pareti robuste. Le spore sono quasi cilindriche, allungate o leggermente rastremate verso l'alto, con superficie finemente ruvida (ricoperta da papille molto piccole e diffuse e da lamine che le collegano). Hanno una dimensione di 13 micron di lunghezza e 5 micron di ampiezza; le loro pareti sono spesse circa 0,3 micron.

## Distribuzione
Il fungo è piuttosto diffuso in Europa, America settentrionale e meridionale (soprattutto in Cile), Asia e Australia.

## Commestibilità
Ottima con cautela: tossico da crudo. Si consiglia la sbollentatura preventiva in quanto, se consumata cruda, provoca disturbi gastrointestinali